# Супруга (фильм)
«Супруга» (хинди बीवी हो तो ऐसी, bīvī ho to aisī;, досл.: «Такой должна быть жена») — индийская мелодрама на хинди, вышедшая в прокат в Индии в 1988 году. Дебютный фильм Салмана Хана.

## Сюжет
Камла Бхандари очень доминантна и заставляет семью плясать под свою дудку. Её муж Кайлаш, старший сын Сурадж и приёмная дочь даже не осмеливаются возражать ей, чтобы не навлечь на себя её гнев. Единственный, кто пользуется благосклонностью Камлы, — это её младший сын Вики (Салман Хан). Когда приходит время женить Сураджа, Камла находит ему невесту — дочь своей богатой подруги Рунавалы. Но сердце Сураджа уже принадлежит бедной деревенской красавице Шалу (Рекха). Несмотря на протесты матери, он женится на Шалу и приводит её в дом. Но невестка очень быстро понимает, что ей нет места в доме Камлы, которая только о том и мечтает, чтобы под каким-либо предлогом выгнать её. Вскоре ей это удаётся: она обвиняет Шалу в краже и заставляет её уйти, угрожая тюрьмой.

## Разное
- Салман Хан не очень высоко оценивает свою работу в этом фильме. В одном из интервью на вопрос, какой фильм он не стал бы показывать своим детям, он ответил: «Biwi Ho To Aisi. Если они увидят этот фильм первым, то не захотят смотреть остальные мои фильмы».